# Девід Маклін
Девід Маклін (англ. David McLean, нар. 12 грудня 1890, Форфар, Шотландія — пом. 22 грудня 1967, Форфар) — шотландський футболіст, що грав на позиції нападника. Відомий, зокрема, виступами за «Селтік», «Шеффілд Венсдей», «Рейнджерс», «Данді» та інші футбольні клуби.

## Кар'єра
За свою кар'єру Девід Маклін встиг пограти за багато клубів, проте відомість та перші титули йому принесли виступи за «Селтік», з яким він став володарем кубка Глазго 1907 року. Крім цього Дейв відіграв важливу роль у двотижневому марафоні «кельтів» у квітні 1909 року, коли його команда здобула 8 перемог у 12 матчах і в підсумку стала чемпіоном Шотландії. Проте скоро він не витримав конкуренцію за місце в основному складі своєму товаришу потужному Джиммі Квінну і вимушений був перейти до «Престон Норт-Енд». В 1911 році Маклін підписав контракт з «Шеффілд Венсдей». У складі цієї команди він двічі поспіль в сезонах 1911-12 та 1912-13 ставав найкращим бомбардиром чемпіонату Англії. 
23 березня 1912 року Девід Маклін провів свій єдиний матч за збірну Шотландії. Це була гра в рамках Домашнього чемпіонату Великої Британії, яка завершилась з рахунком 1-1.
В 1915 році Дейв втретє став найкращим голеадором, виступаючи у складі «Рейнджерс», цього разу вже чемпіонату Шотландії. З 1922 по 1926 роки нападник грав за «Данді». Закінчив кар'єру гравця у «Форфар Атлетік» в 1931 році.

## Титули і досягнення
«Селтік»
- Чемпіонат Шотландії
  - Чемпіон (3): 1906–07, 1907–08, 1908–09
- Кубок Шотландії
  - Володар (2): 1906–07, 1907–08
- Кубок Глазго
  - Володар (2): 1906–07, 1907–08

«Рейнджерс»
- Чемпіонат Шотландії
  - Срібний призер (1): 1918–19

«Данді»
- Кубок Шотландії
  - Фіналіст (1): 1924–25